# Alessandro Calcaterra
Alessandro Calcaterra (Civitavecchia, 1975. május 26. –) olimpiai bronzérmes (1996) és világbajnoki ezüstérmes (2003) olasz vízilabdázó, a Roma Vis Nova Pallanuoto centere. Bátyja, Roberto szintén vízilabdázó. Felesége Federica Salvatori aki Benedek Tibor első felesége volt.